# Saint-Mathieu
Saint-Mathieu este o comună în departamentul Haute-Vienne din centrul Franței. În 2009 avea o populație de 1.164 de locuitori.

## Evoluția populației
| An        | 1975  | 1982  | 1990  | 1999  | 2006  | 2009  |
| --------- | ----- | ----- | ----- | ----- | ----- | ----- |
| Populație | 1.483 | 1.364 | 1.271 | 1.233 | 1.186 | 1.164 |